# Dortmund
Dortmund (AFI: [ˈdɔʁtmʊnt], ouvirⓘ) é uma cidade da Alemanha localizada no estado da Renânia do Norte-Vestfália. Dortmund é uma das maiores cidades do Vale do Ruhr fazendo parte da Megalópole renana.

## História
Com vestígios da presença humana a partir do neolítico, a cidade aparece documentada com a designação de Throtmanni a partir dos anos de 880 a 885 d.C. Foi uma das cidades não portuárias mais importantes da Liga Hanseática. Depois da Guerra dos Trinta Anos, a cidade perdeu importância e caiu em decadência.
No início do  século XIX, em consequência das guerras napoleónicas, o território que compunha este estado passou a fazer parte da Confederação do Reno.
Durante o Primeiro Império Francês, a parte da região a oeste do rio Reno foi designada como o Departamento do Roer. Em 1807, Jerônimo Bonaparte foi nomeado rei da Vestfália.
Com a chegada da industrialização no século XIX, a cidade ganhou novo relevo como importante fornecedora de carvão mineral. Foi, desde então, importante polo da produção de aço. Também veio a ser conhecida pela sua cerveja, a Dortmunder. A forte concentração de indústria levou à destruição de uma grande parte da cidade durante a Segunda Guerra Mundial.
No seguinte milagre económico (Wirtschaftswunder), a cidade viveu um novo crescimento. Com a decrescente importância da indústria pesada e a concorrência de produtores de países com custos mais baixos, a cidade sofreu com o consequente desaparecimento dos seus grandes polos industriais, enfrentando, desde então, elevadas taxas de desemprego e vivendo um tempo de mudanças urbanísticas relacionadas com as alterações sociais, económicas e culturais.
Após a Segunda Guerra Mundial, o estado da Renânia do Norte-Vestfália foi estabelecido por iniciativa da ocupação militar britânica em 24 de agosto de 1946. Originalmente, consistia na província de Vestfália e Renânia do Norte, que anteriormente pertencia à Prússia. Em 1947, o antigo estado de Lippe foi fundido com o da Renânia do Norte-Vestfália, o que levou às atuais fronteiras do estado. Posteriormente, a Constituição da Renânia do Norte-Vestfália foi ratificada por meio de um plebiscito. Ao contrário de outros estados alemães, a Renânia do Norte-Vestfália não teve ancestrais históricos. A atenção centrou-se sobretudo no desejo dos aliados de integrar um território comum, na rica região do Ruhr.
Encontrar uma identidade comum para Lippe, Vestfália e Renânia foi um grande desafio nos primeiros anos do Land. Os maiores desafios no pós-guerra foram a reconstrução e o estabelecimento de um estado democrático. Em seguida, teve que redesenhar a estrutura econômica desenvolvida a partir do declínio da indústria de mineração que era o tema central da política nacional.
As eleições na Renânia do Norte-Vestfália em 22 de maio de 2005 deram à CDU uma vitória inesperada. Seu principal candidato, Jürgen Rüttgers, construiu um novo governo de coalizão composto pela CDU e pelo FDP que substituiu o governo anterior liderado por Peer Steinbrück. Rüttgers foi eleito como o novo primeiro-ministro (em alemão Ministerpräsident) do estado federal em 22 de junho de 2005.
Entre 1905 e 1979 Dortmund incorporou vários municípios; por exemplo Körne, Deusen, Eving, Huckarde, Hörde, Aplerbeck e Holzen.

## Cultura
A cidade tem uma longa tradição de música e teatro. A orquestra foi fundada em 1887 e agora se chama Dortmunder Philharmoniker. A primeira casa de ópera foi construída em 1904, destruída na Segunda Guerra Mundial e reaberta em 1966 como Opernhaus Dortmund. É operado pelo Theatre Dortmund juntamente com outros locais, incluindo (desde 2002) o Konzerthaus Dortmund. O Konzerthaus Dortmund está listado na lista ECHO como uma das 21 salas de concerto mais destacadas da Europa.
O Domicil Jazz Club é um dos "100 melhores locais de jazz do mundo" de acordo com a revista americana de jazz DownBeat.

## Esporte
Dortmund é a cidade do clube de futebol Borussia Dortmund. A cidade hospeda o Signal Iduna Park, maior estádio da Alemanha, que foi sede da Copa do Mundo FIFA de 1974 e 2006.

## Cidadãos notórios
- Friedrich Gogarten (1887 – 1967), teólogo
- Wilhelm Canaris (1887 – 1945), almirante
- Ludwig Crüwell (1892 – 1958), general
- Dettmar Cramer (1925 – 2015), treinador de futebol
- Franz-Wilhelm Heimer (1930 –), cientista social
- Michael Zorc (1962 –), futebolista e diretor desportivo
- Stefan Steinweg (1969 –), ciclista
- Lars Ricken (1976 –), futebolista
- Marco Reus (1989 –), futebolista